# Васкрсење змаја
„Васкрсење змаја” је југословенски ТВ филм из 1978. године. Режирао га је Пеђа Бабовић а сценарио је написао Слободан Божовић.

## Улоге
| Глумац                   | Улога |
| ------------------------ | ----- |
| Слободан Цица Перовић    |       |
| Весна Малохоџић          |       |
| Драган Зарић             |       |
| Зоран Стојиљковић        |       |
| Стојан Столе Аранђеловић |       |
| Вељко Мандић             |       |
| Милан Мародић            |       |